# Roman Sef
Roman Semionovitch Sef (en russe : Роман Семёнович Сеф ; de son vrai nom Roald Semionovitch Freierman, Роальд Семёнович Фраерман ; né le 6 octobre 1931 à Moscou, mort le 20 février 2009) est un poète, écrivain et dramaturge russe.

## Biographie
Roald Freierman n'achève pas ses études à la faculté de journalisme de l'université de Moscou, et est emprisonné dans les années 1951 à 1956 (année de sa réhabilitation) à la suite de la répression exercée par le pouvoir contre son père dans le cadre d'une accusation collective. Il travaille comme chauffeur pour l'Union des Écrivains d'URSS, ce qui l'amènera à écrire lui-même et à devenir en 1966 membre de cette institution, ainsi que de l'Union des Travailleurs du Théâtre.
Il prend le nom de Sef (équivalent de Seth) en référence au surnom attribué par le parti à son père, SEF (initiales de Semion Efimovitch Freierman).
Il traduit entre autres des œuvres de Walt Whitman.
La plus grande partie de son œuvre est toutefois destinée aux enfants, et il a été président de l'Association des Écrivains pour Enfants.
Mort en 2009, Roman Sef est inhumé au cimetière moscovite de Kountsevo.

## Œuvres en russe

### Poésie
- Шагают великаны. М., 1963
- Необычный пешеход. М., 1965
- Человечек в коробке. М., 1967
- Моя песенка. М., 1967
- Если ты не веришь. М., 1968
- Голубой метеорит. М., 1969
- Речной трамвай. М., 1971
- Шоколадный поезд. М., 1971
- Цирк: Стихи. М., 1983
- Ключ от сказки: Стихотворения. Избранное. М., 1984

### Prose
- Золотая шашка. М., 1963
- Федюня Левкин в Санкт-Петербурге: Из рассказов о 9 января. М., 1965
- Командую флотом. М., 1966

### Théâtre
- Для вас, ребята: Репертуарный сборник. М., 1974
- Емелино счастье: Пьеса. М., 1974
- Три толстяка: Пьеса. М., 1978
- Кто в сапогах?: Либретто оперы. М., 1978
- Чудесный возраст: Фильм-сказка. М., 1980. В соавторстве с А. Солиным, В. Новацким.

### Traductions
- Манжур З. В эту минуту: Стихи. М., 1960
- Чомора С. Бабочка и пчела. М., 1960
- Дриз О. Разноцветный мальчик. М., 1963
- Дриз О. Энык-Бенык Колобок. М., 1967
- Яниковская Е. А ты знаешь? М., 1967
- Бендова К. Жил-был класс: Стихи. М., 1969
- Габе Д. Моя семья. М., 1971
- Валек М. Мудрецы из Трамтарии. М., 1973

### Œuvres traduites en français
- Quelques poèmes de Roman Sef figurent dans l’Anthologie de la poésie russe pour enfants, traduits par Henri Abril. Circé poche, 2006  (ISBN 978-2-84242-216-5)

## Prix et récompenses
- Prix N.K. Kroupskoï de la R.S.F.S.R (1991) pour son ouvrage La clé du conte (Ключ от сказки)